# Avendīn
Avendīn (persiska: اوندین, اویندین) är en ort i Iran.   Den ligger i provinsen Östazarbaijan, i den nordvästra delen av landet, 600 km nordväst om huvudstaden Teheran. Avendīn ligger 1 924 meter över havet och antalet invånare är 308.
Terrängen runt Avendīn är bergig norrut, men söderut är den kuperad. Runt Avendīn är det ganska glesbefolkat, med 27 invånare per kvadratkilometer. Närmaste större samhälle är Sīah Rūd, 16,0 km nordost om Avendīn. Trakten runt Avendīn består i huvudsak av gräsmarker.